# Golden Globe
Golden Globe Award er en amerikansk prisuddeling, der afholdes årligt af Hollywood Foreign Press Association (HFPA) og som har til formål at hylde de bedste præstationer set inden for film- og fjernsynsbranchen, indlandsk som udenlandsk. Prisuddelingen er siden dens opstart i 1944 blevet en vigtig del af den amerikanske filmindustris "prisuddelings-årstid", som hvert år kulminerer med Oscaruddelingen. Prisuddelingen er ofte den tredje mest sete tv-transmitterede prisuddeling i USA (næstefter Oscar- og Grammy-uddelingerne), og siden 1996 er det tv-stationen NBC, der haft rettighederne til at sende fra prisuddelingen.
Den første Golden Globe-uddeling fandt sted i januar 1944 i 20th Century Fox-studierne i Los Angeles, Californien. Den 69th Golden Globe Awards, der hylder de præstationer i året 2011, vil blive afholdt d. 15. januar 2012 på Beverly Hilton Hotel i Beverly Hills, Californien, hvor alle ceremonier siden 1961 også er blevet afholdt.
Nomineringerne til Golden Globe-priserne begynder i starten af oktober, hvor der frem til start af januar vil blive stemt om vinderne af de 93 medlemmer af HFPA.

## Historie
Den første Golden Globe-uddeling fandt sted i januar 1944 i 20th Century Fox-studierne. De følgende ceremonier blev afholdt forskellige ting gennem det næste årti, hvilket inkluderer the Beverly Hills Hotel og Hollywood Roosevelt Hotel.
I 1950 valgte Hollywood Foreign Press Association at lave en speciel ærespris med det formål at hylde det fremmeste bidrag til underholdsningsindustrien. At hylde modtageren som en international figur indenfor underholdningsindustrien, gik den første pris til instruktør og producer, Cecil B. DeMille. Prisens officielle navn blev herefter derfor kaldt Cecil B. DeMille Award.
I 1963 blev Miss Golden Globe-konceptet introduceret. I dets instruktionsår, blev der udråbt to Miss Golden Globes, en inden for film og en indenfor fjernsyn. De to Miss Golden Globes, det år, var henholdsvis Eva Six (for filmene Operation Bikini og Beach Party) og Donna Douglas (i tv-serien The Beverly Hillbillies).
Indtægterne for den årlige ceremoni har gjort det muligt for Hollywood Foreign Press Association til at donere millioner af dollars til underholdsningsrelaterede velgørenhedsprojekter, såvel som at grundlægge skolelegater og andre programmer for fremtidige film- og fjernsynsarbejdere. Det mest fremtrædende velgørenhedsprojekt er Young Artist Award-uddelingen, der uddeles årligt af Young Artist Foundation, der blev grundlagt i 1978 af det længerevarende Hollywood Foreign Press-medlem, Maureen Dragone, med det formål at hylde og tildele unge Hollywood-artister under 18 år, og for at tilbyde skolelegater for unge artister, som kan være fysisk eller økonomisk underbemidlet.

## Ceremoni
Transmittering af Golden Globe Awards, sendes til 167 lande verdenen over, og ligger blandt de tre mest seete prisuddelinger hvert år, bag uddelinger som Oscar og Grammy Award. Indtil Ricky Gervais var vært for det 67th Golden Globe Awards-ceremoni i 2010, var prisuddelingen en af de to store Hollywood-prisuddelinger (den anden er Screen Actors Guild Awards), der ikke havde en fast vært; hvert år er der en skiftende vært, der introduceres i begyndelsen af transmittering. Gervais vendte tilbage som vært ved det 68th Golden Globe Awards i 2011, og vil være vært igen ved det 69th Golden Globe Awards i 2012.

### 2008-opbruddet
Den 7. januar 2008 blev det annonceret, grundet Writers Guild of America-strejken i 2007 og 2008, at 65th Golden Globe Awards ikke ville blive transmitteret direkte. Uddelingen blev truet af strejkende forfattere, der ville opstille blokadevagter foran uddelingen, og skuespillere, der truede med at boycotte uddelingen, i stedet for at forsøge at komme forbi strejkevagterne. Hollywood Foreign Press Association var dermed tvunget til at finde nye mulige for at kunne transmittere uddelingen.
NBC havde oprindeligt de eksklusive transmissionrettigheder til uddelingen, men den 11. januar, annoncerede HFPA-direktør Jorge Camara, at der ikke ville være nogen restriktioner omkring mediernes distributioner, der dækkede pressekonferencen den 13. januar, og man annoncerede vinderne kl. 18. Dette resulterede i at E!, CNN, TV Guide Network og KNBC-TV, selskabets Los Angeles selvejede og selvstændige filialer, transmitterede den 31 minutter lange uddeling live fra Grand Ballroom i Beverly Hilton Hotel. De resterende timer af det planlagte program, som skulle være uddelingen, blev nu fyldt ud med en speciel totimers-udgave af Dateline, med vært af Matt Lauer, der inkluderede filmklip, interviews med nogle af de nominerede og kommentarer fra komikeren Kathy Griffin og personer fra Football Night in America.

## Priskategorier

### Filmpriser
- Bedste film - drama
- Bedste film – musical eller komedie
- Bedste instruktør
- Bedste skuespiller - drama
- Bedste skuespiller – musical eller komedie
- Bedste skuespillerinde – drama
- Bedste skuespillerinde – musical eller komedie
- Bedste mandlige birolle – film
- Bedste kvindelige birolle – film
- Bedste filmmanuskript
- Bedste musik
- Bedste sang
- Bedste udenlandske film
- Bedste animationsfilm (2006–nu)
- Cecil B. DeMille Award for Lifetime Achievement in Motion Pictures

### Tv-priser
- Bedste dramaserie (Best Television Series – Drama)
- Bedste skuespillerinde i en dramaserie (Best Performance by an Actress in a Television Series – Drama)
- Bedste skuespiller i en dramaserie (Best Performance by an Actor in a Television Series – Drama)
- Bedste musical- eller komedieserie (Best Television Series – Musical or Comedy)
- Bedste skuespillerinde i en musical- eller komedieserie (Best Performance by an Actress in a Television Series – Musical or Comedy)
- Bedste skuespiller i en musical- eller komedieserie (Best Performance by an Actor in a Television Series – Musical or Comedy)
- Bedste mini-serie eller tv-film (Best Mini-Series or Motion Picture Made for Television)
- Bedste skuespillerinde i en mini-serie eller tv-film (Best Performance by an Actress in a Mini-Series or Motion Picture Made for Television)
- Bedste skuespiller i en mini-serie eller tv-film (Best Performance by an Actor in a Mini-Series or Motion Picture Made for Television)
- Bedste kvindelige birolle i en tv-serie, mini-serie eller tv-film (Best Performance by an Actress in a Supporting Role in a Series, Mini-Series or Motion Picture Made for Television)
- Bedste mandlige birolle i en tv-serie, mini-serie eller tv-film (Best Performance by an Actor in a Supporting Role in a Series, Mini-Series or Motion Picture Made for Television)

### Ærespris
- Cecil B. DeMille-prisen (Cecil B. DeMille Award)

## Danske Golden Globe-vindere og nominerede film
Følgende tre danske film har vundet en Golden Globe for bedste udenlandske film:
- 2011 – Hævnen instrueret af Susanne Bier
- 1989 – Pelle Erobreren instrueret af Bille August
- 1956 – Ordet instrueret af Carl Th. Dreyer

Følgende film har været nomineret til en Golden Globe for bedste udenlandske film uden dog at vinde prisen:
- 1999 – Festen instrueret af Thomas Vinterberg
- 1989 – Babettes gæstebud instrueret af Gabriel Axel

Filmen Harry og kammertjeneren (instrueret af Bent Christensen) blev i 1962
nomineret til den daværende Golden Globe pris Samuel Goldwyn International Award.

## Ekstern henvisning
- Officielt website for Golden Globe